# Галеацо Чано
Галеацо Чано (на италиански: Gian Galeazzo Ciano), граф на Кортелацо и Букари, е политик от Фашистка Италия, зет на фашисткия лидер Бенито Мусолини, осъден за предателство и разстрелян.
Той е член на Големия фашистки съвет, министър на печата и пропагандата (1935) и на външните работи (1936 – 1943), дипломат (вкл. посланик).

## Ранни години
Той е единственият син на адмирал Констанцо Чано, командир на боен кораб и герой от Първата световна война, за което е удостоен от крал Виктор Емануил III с аристократичната титла граф. Близък на Мусолини, баща му е учредител на Националната фашистка партия. Бащата и синът взимат участие в известния Поход към Рим на Черните ризи, довел до назначаването на Мусолини за министър-председател (1922).
Галеацо завършва право в Римския университет през 1925 г. Като студент сътрудничи на вестници, прави опити като драматург (пиесата „Щастието на Шекспир“ и актът „Златен фонд“).

## Кариера при фашистите
След завършването на висшето си образование постъпва на дипломатическа служба. Служи в Рио де Жанейро, завръща се и се оженва за Еда Мусолини, дъщерята на Бенито Мусолини (Дуче) през 1930 г. След като служи кратко в Шанхай, е пълномощен министър в Пекин (1932). Става разпален фашист, записва се в партията, започва бързото му издигане.
Завръща се в Италия и участва в италианската делегация на Лондонската стопанска конференция през юни 1933 г. Назначен е за шеф на правителствената служба по печата (1933). През 1935 г. за кратко (23 юни – 5 септември) е министър на печата и пропагандата. Скоро след това става член на Големия фашистки съвет.
Доброволец по време на Втората италианско-етиопска война от 1935 – 1936 г., той е командир на ескадрила бомбардировачи в Абисиния, откъдето се връща с награди и звание „капитан“, хвален от пресата като герой. Назначен е за министър на външните работи на 9 юни 1936 г. Постепенно се дистанцира от Нацистка Германия, накрая започва да води активна дейност за излизане на Италия от войната. На 6 февруари 1943 г. губи длъжността на министър и е назначен за посланик във Ватикана.

## Последни години
На 24 юли 1943 г. Мусолини свиква Големия фашистки съвет (незаседавал от 1939 г.) за обсъждане на положението в страната след нахлуването на Съюзниците в Сицилия. След съкрушителна критика от стари партийци и настъпилия обрат на заседанието Чано гласува за резолюцията за отстраняване на Мусолини от длъжност. На другия ден е съставено новото правителство на маршал Пиетро Бадолио.
Чано е уволнен и бяга със семейството си в Германия, но е върнат обратно. Във Верона е осъден за предателство и разстрелян.
Жена му Еда съхранява неговите дневници от 1939 – 1943 г., където доста подробно са описани водещи политически фигури от Фашистка Италия и Нацистка Германия. Дневниците са публикувани в съкратен вариант в Лондон след войната (1946), а в пълен – чак през 2002 г.